# 退職給付引当金
退職給付引当金（たいしょくきゅうふひきあてきん）は、勘定科目の一つ。将来の支出額である退職給付の見込額のうち、当期以前の期間に費用として負担させた金額を表す。固定負債に区分される。